# Maryline Salvetat
Maryline Salvetat (* 11. August 1974 in Castres) ist eine ehemalige französische Radrennfahrerin, die im Straßenradsport und im Cyclocross erfolgreich war. In letzterer Disziplin war sie 2007 Weltmeisterin.

## Sportlicher Werdegang
Salvetat begann im Alter von 13 Jahren mit dem Radsport und gewann in ihren Junioren-Jahren jeweils die französische Meisterschaft im Straßenrennen. Danach absolvierte sie ein Medizinstudium und verband ihren Beruf als Ärztin mit dem Leistungssport.
In den 2000er Jahren zählte sie zu den besten Cyclocross-Fahrerinnen. So war sie von 2003 bis zum Ende ihrer Karriere stets unter den Top 10 der Weltmeisterschaften und Europameisterschaften; bei letzteren gewann sie vier Medaillen. Der Höhepunkt ihrer Karriere war der Gewinn der Weltmeisterschaften 2007. Am Tag darauf war sie schon wieder in ihrer Praxis tätig. Dazu war sie fünfmal französische Meisterin. Im Dezember 2007 gelang ihr das einzige Mal ein Sieg im Weltcup, allerdings stand sie im Weltcup 15 weitere Male auf dem Podium.
Außerhalb der Wintersaison war Salvetat im Straßenradsport aktiv, wobei ihr zweiter Platz in der Grande Boucle Féminine 2006 hervorsticht. Sie war eine gute Zeitfahrerin, gewann in dieser Disziplin 2007 die französische Meisterschaft und errang mehrfach vordere Platzierungen bei der Chrono des Nations. 2006 bis 2008 trat sie für Frankreich bei den Straßenradsport-Weltmeisterschaften an. Bei den Olympischen Sommerspielen 2008 fuhr sie im Straßenrennen und im Einzelzeitfahren.
Nach der Cyclocross-Saison 2008/2009 beendete sie ihre Karriere und ist seitdem als Sportmedizinerin tätig, auch für die französische Nationalmannschaft. Sie betreibt noch immer Radsport bei den Masters, wo sie 2018 die Cyclocross-Weltmeisterschaft in der Altersgruppe 45–49 gewann. Mehrfach gewann sie französische Meisterschaften bei den Masters, so im Straßenrennen 2022.

## Privates
Maryline Salvetat ist mit Thibault Vassal verheiratet, 2011 bekam das Paar einen Sohn. In Presseberichten wird sie meist bei ihrem Geburtsnamen genannt, teilweise aber auch mit dem Nachnamen ihres Mannes oder mit Doppelnamen.

## Auszeichnungen
2008 erhielt sie, unter Bezug auf ihren zuvor errungenen Weltmeistertitel, den französischen Verdienstorden Ordre national du Mérite.

## Erfolge

### Cyclocross
2001/2002
- Französische Cyclocross-Meisterin

2003/2004
- Französische Cyclocross-Meisterin
- Cyclocross-Weltmeisterschaften
- Cyclocross-Europameisterschaften

2004/2005
- Französische Cyclocross-Meisterin
- Cyclocross-Europameisterschaften

2006/2007
- Weltmeisterin
- Französische Cyclocross-Meisterin

2007/2008
- Cyclocross-Europameisterschaften
- Weltcup: Sieg in Hofstade

2008/2009
- Französische Cyclocross-Meisterin
- Cyclocross-Europameisterschaften

### Straße
1991
- Französische Junioren-Meisterin (Straßenrennen)

1992
- Französische Junioren-Meisterin (Straßenrennen)

2006
- Trophée des Grimpeurs

2007
- Französische Meisterin (Einzelzeitfahren)